# Alois Schnabel
Alois Schnabel est un handballeur autrichien né le 27 février 1910 à Vienne et mort le 20 septembre 1982.

## Carrière
Il participe avec la sélection autrichienne aux Jeux olympiques de Berlin en 1936, où il remporte la médaille d'argent.

## Palmarès
- Médaillé d'argent lors des Jeux olympiques de 1936 avec l'équipe d'Autriche